# Rezervația peisagistică Berezivka
Berezivka (în ucraineană Березівський ландшафтний заказник) este o rezervație peisagistică de importanță locală din raionul Bârzula, regiunea Odesa (Ucraina), situată la vest de satul Budăi (parcelele 53-83/76-106 din silvicultura de stat „Codâma”).
Suprafața ariei protejate constituie 1,534 de hectare, fiind creată în anul 1980 prin decizia comitetului executiv regional. Statul a fost acordat pentru protejarea graniței naturale de pădure-stepă, cu stejari bătrâni și unicele plantații de mesteacăn din regiune. Rezervația are o mare valoare pentru protecția solului și a apei. Este bogată în floră și faună, pe teritoriul său cresc specii de plante rare și pe cale de dispariție.